# Elmer McCollum
Pour les articles homonymes, voir McCollum.
 (janvier 2021).
La mise en forme du texte ne suit pas les recommandations de Wikipédia : il faut le « wikifier ».
Les points d'amélioration suivants sont les cas les plus fréquents. Le détail des points à revoir est peut-être précisé sur la page de discussion.
- Les titres sont pré-formatés par le logiciel. Ils ne sont ni en capitales, ni en gras.
- Le texte ne doit pas être écrit en capitales (les noms de famille non plus), ni en gras, ni en italique, ni en « petit »…
- Le gras n'est utilisé que pour surligner le titre de l'article dans l'introduction, une seule fois.
- L'italique est rarement utilisé : mots en langue étrangère, titres d'œuvres, noms de bateaux, etc.
- Les citations ne sont pas en italique mais en corps de texte normal. Elles sont entourées par des guillemets français : « et ».
- Les listes à puces sont à éviter, des paragraphes rédigés étant largement préférés. Les tableaux sont à réserver à la présentation de données structurées (résultats, etc.).
- Les appels de note de bas de page (petits chiffres en exposant, introduits par l'outil «  Source ») sont à placer entre la fin de phrase et le point final[comme ça].
- Les liens internes (vers d'autres articles de Wikipédia) sont à choisir avec parcimonie. Créez des liens vers des articles approfondissant le sujet. Les termes génériques sans rapport avec le sujet sont à éviter, ainsi que les répétitions de liens vers un même terme.
- Les liens externes sont à placer uniquement dans une section « Liens externes », à la fin de l'article. Ces liens sont à choisir avec parcimonie suivant les règles définies. Si un lien sert de source à l'article, son insertion dans le texte est à faire par les notes de bas de page.
- La présentation des références doit suivre les conventions bibliographiques. Il est recommandé d'utiliser les modèles {{Ouvrage}}, {{Chapitre}}, {{Article}}, {{Lien web}} et/ou {{Bibliographie}}. Le mode d'édition visuel peut mettre en forme automatiquement les références.
- Insérer une infobox (cadre d'informations à droite) n'est pas obligatoire pour parachever la mise en page.

Pour une aide détaillée, merci de consulter Aide:Wikification.
Si vous pensez que ces points ont été résolus, vous pouvez retirer ce bandeau et améliorer la mise en forme d'un autre article.
 (janvier 2021).
Si vous disposez d'ouvrages ou d'articles de référence ou si vous connaissez des sites web de qualité traitant du thème abordé ici, merci de compléter l'article en donnant les références utiles à sa vérifiabilité et en les liant à la section « Notes et références ».
Elmer Verner McCollum (3 mars 1879 - 15 novembre 1967) était un biochimiste américain connu pour ses travaux sur l'influence du régime alimentaire sur la santé. Il est également connu pour avoir été le premier à utiliser les rats, aux États-Unis, dans les recherches nutritionnelles. Sa réputation a souffert d'une controverse posthume. Le magazine Time l'a appelé Dr. Vitamine. Sa règle était: «Mangez ce que vous voulez après avoir mangé ce que vous devriez».
Vivant à une époque où les vitamines étaient inconnues, il a demandé et essayé de répondre aux questions: «Combien y a-t-il de produits alimentaires essentiels et quels sont-ils?» Lui et Marguerite Davis ont découvert la première vitamine, nommée A, en 1913. McCollum a également aidé à découvrir la vitamine B et la vitamine D et a travaillé sur l'effet des oligo-éléments dans l'alimentation.
En tant que travailleur au Wisconsin et plus tard chez Johns Hopkins, McCollum a agi en partie à la demande de l'industrie laitière. Lorsqu'il a dit que le lait était «le meilleur de tous les aliments protecteurs», la consommation de lait aux États-Unis a doublé entre 1918 et 1928. Mais McCollum a également promu les légumes-feuilles, qui n'avaient aucun avocat de l'industrie.
McCollum a écrit dans son manuel de 1918 que le lacto-végétarisme est, "lorsque le régime est correctement planifié, le plan le plus satisfaisant qui puisse être adopté dans la nutrition de l'homme".

## Famille et éducation
Les ancêtres de McCollum ont immigré aux États-Unis depuis l'Écosse en 1763. McCollum est né en 1879 dans une ferme du Kansas, Famille modeste ayant acquis de l'aisance.
Poussé dans les études par sa mère, comme ses collatéraux, ils visitèrent l'Exposition universelle de 1893, à Chicago.
Gros lecteur, (rôle de l'Encyclopædia Britannica), il obtient ses diplômes de l'Université du Kansas en 1903 et 1904, où il travaille particulièrement la chimie organique.
Il obtient une bourse à l'Université de Yale en 1904 et passe sa thèse de doctorat à Yale (sur les pyrimidines-C4H4N2). Il travaille avec Thomas Osborne (en) et Lafayette Mendel sur les protéines végétales et l'alimentation. 
Il trouve un poste d'instructeur en chimie agricole à l'Université du Wisconsin - Madison.

## L'expérience de la céréale unique
Dans le Wisconsin, McCollum est chargé d'analyser l'alimentation des vaches et le lait, le sang, les excréments et l'urine de l'animal pour la célèbre expérience mono-nutritionnelle, dirigée par le chef du département Stephen Babcock et son successeur Edwin B. Hart. L'expérience a duré quatre ans jusqu'en 1911.
Babcock avait étudié pour son doctorat. à l'Université de Göttingen en Allemagne avant de travailler à la station d'expérimentation agricole de l'État de New York, puis de rejoindre le personnel du Wisconsin. À cette époque, les chimistes allemands essayaient de créer les aliments parfaits pour les animaux de la ferme. En raison des découvertes de Justus von Liebig et d'autres, ils pensaient que tout aliment contenant une quantité déterminée de protéines, de glucides, de graisses, de sels et d'eau était équivalent à tout autre. Babcock ne les croyait pas et plaisantait avec ses collègues allemands en disant que les vaches pouvaient survivre avec du charbon et du cuir broyé selon leurs calculs.
A l'université du Wisconsin, en 1906, Babcock et d'autres ont créé une expérience pour tester cette hypothèse.
On a utilisé seize veaux, répartis en quatre groupes, pour l'expérience. Trois groupes de veaux sur quatre ont reçu des aliments préparés à partir d'une seule céréale et élevés jusqu'à ce qu'ils aient eu deux grossesses.
Un groupe a reçu du blé, le second de l'avoine, tandis que le troisième n'a mangé que du maïs. Un quatrième groupe a reçu une combinaison des trois grains. Après la première année, seul le groupe de maïs était en plein essor, chez les autres les petits étaient faibles ou mourants.
Le groupe blé était le plus mal loti, le groupe avoine et les groupes mixtes se situaient entre les deux.
Enfin, les vaches faibles furent nourries de maïs, récupérèrent et mirent au monde des veaux sains.
Hart et son équipe ont publié leurs résultats en 1911 dans Physiological Effect on Growth and Reproduction of Rations Balanced from Restricted Sources. Devant les difficultés d'interprétation de l'expérience, McCollum commenta : "quelque chose de fondamental restait à découvrir."

## La colonie de rats
Cherchant à comprendre, McCollum se procura les 37 volumes du Rapport annuel sur les progrès de la chimie animale de Richard Maly où il put suivre environ 13 expériences effectuées entre 1873 et 1906 sur de petits animaux, souvent des souris, nourris avec des régimes restreints. Dans tous les cas, les animaux n'ont pas réussi à se développer et sont morts en quelques semaines.
McCollum a compris qu'il devait découvrir ce qui manquait dans leur alimentation purifiée, et qu'il avait besoin d'expérimenter sur des animaux ayant une courte durée de vie. Il choisit les rats.
Les rats sont omnivores, nourris à bas prix, grandissent rapidement et "ont peu de valeur sentimentale et aucune valeur économique positive". Il fut soutenu dans ses choix par Babcock Il opta finalement pour douze jeunes rats albinos et domestiqués achetés dens une animalerie de Chicago. Sa colonie de rats, commencée en janvier 1908, fut la première en Amérique à être utilisée pour la recherche nutritionnelle.
McCollum a décidé que certains régimes échouaient parce qu'ils manquaient de «goût». Il pensait que si un régime avait bon goût et que les animaux mangeaient plus de nourriture, alors la nutrition serait adéquate. En 1911, Osborne et Mendel ont critiqué l'hypothèse de McCollum et ses données, lorsqu'ils ont découvert que les régimes de protéines végétales devaient être complétés par du lait sans protéines. Les rats mangeraient alors des régimes purifiés sans arômes. De plus, Mendel et Osborne ont suggéré dans leurs articles que McCollum avait été moins que prudent dans ses expériences. Embarrassé, McCollum a reconnu son erreur

## Découverte de la vitamine A
Il était encore responsable du soin des génisses jusqu'en 1911, et le soin et l'alimentation de ses rats incombaient à une aide en grande partie bénévole, Marguerite Davis, une étudiante en économie domestique devenue biochimiste qui les veillait quotidiennement 
Davis a aidé McCollum à développer "la méthode biologique pour l'analyse des aliments" et ils ont co-écrit un certain nombre d'articles.
Notamment, ils ont étudié "La nécessité de certaines lipines dans l'alimentation pendant la croissance". Ils ont nourri des rats de caséine pure, de glucides (lactose, dextrine et / ou amidon), avec un peu d'agar-agar et un mélange de six ou sept sels . Ils ont substitué le saindoux ou l'huile d'olive à certains des glucides d'un groupe de rats. Pendant 70 à 120 jours, leurs rats ont grandi, puis ils ont arrêté de grandir. Ils semblaient toujours en bonne santé, mais les femelles n'avaient pas assez de lait pour nourrir leurs petits. Ils ont réussi à ramener une trentaine de rats à la normale, après que ces rats aient atteint le stade de suspension de croissance, en ajoutant une petite quantité d'extraits d'oeuf ou de beurre.
Leur article comprenait des graphiques pour cinq rats, illustrant leurs poids au fil du temps par rapport à une courbe de croissance normale, cherchant à montrer "le succès presque invariable à induire une reprise de croissance après une suspension complète pendant un certain temps".
Un autre graphique a montré leurs résultats avec un régime sans graisse et les a convaincus que sans une certaine substance de l'œuf ou extraite de beurre, les rats ne pourraient pas grandir, même s'ils semblaient être en bonne santé.
Ils en ont conclu que les rats cessent de croître jusqu'à ce qu'ils soient nourris avec certains "extraits éthérés d'œuf ou de beurre" et que "certains composants en faible teneur, dans certaines denrées alimentaires, sont essentiels à une croissance normale pendant de longues périodes". Ils ont également trouvé ce facteur alimentaire dans des extraits de feuilles de luzerne et dans les abats. Cette substance que McCollum appela «facteur A», fut plus tard appelée vitamine A.
McCollum et Davis, ont finalement été crédité de la découverte après avoir soumis leur article pour publication trois semaines avant Osborne et Mendel. Les deux articles ont paru dans le même numéro du Journal of Biological Chemistry en 1913. La compétition scientifique a donc été sévère sur la fin, preuve que le cheminement pour trouver le rôle des vitamines et les localiser avait été long, et nécessité beaucoup de concours. Et la Vitamine A ne sera synthétisée qu'en 1947.
Davis a publié avec McCollum de 1909 à 1916 et Nina Simmonds a fait la même chose de 1916 à 1929. En l'espace de six ans, McCollum est finalement devenu professeur titulaire. 

## Découverte de la vitamine B
Dans la question du béribéri et du problème du riz décortiqué, Christiaan Eijkman et Gerrit Grijns essayaient de trouver la cause de la polynévrite, influencés par Louis Pasteur. ils pensaient à une cause infectieuse.
Mais les expériences de McCollum et Davis conduisirent à la découverte que la substance anti-neuritique d'Eijkman et de Grijns était la même que leur facteur B (vitamines B) hydrosoluble en 1915.
La constatation est le numéro 8 dans leur liste de conclusions, "la substance hydrosoluble n'est pas la même que celle fournie par la graisse de beurre. L'ajout de 20 pour cent de graisse de beurre n'induit aucune croissance à moins que l'autre substance ne soit fournie." Il a découvert plus tard que ce facteur B est en fait combiné à partir de nombreux composés différents. En 1916, McCollum et Cornelia Kennedy nommèrent tous ces facteurs avec des lettres alphabétiques.
Discussions à propos de la dénomination «vitamine»
Cette dénomination fait référence aux amines qui ont une signification chimique trop précise par rapport à la composition chimique connue alors pour les facteurs alimentaires repérés.
McCollum s'est donc opposé au nom proposé par Casimir Funk en 1912 . 
Il exposa : «Nous suggérons donc qu'il est souhaitable de cesser d'utiliser le terme vitamine et de remplacer les termes liposoluble A et hydrosoluble B pour les deux classes de substances inconnues concernées par l'induction de la croissance.»
C'est en 1920, seulement que le terme de vitamines va s'imposer.

## Mc Collum à la Johns Hopkins
En 1917, la Fondation Rockefeller établit un nouveau département d'hygiène chimique à l'Université Johns Hopkins pour des scientifiques non médecin travaillant dans des stations d'expérimentation agricole. McCollum s'est vu offrir la présidence et un poste de professeur, ce qui bousculait les hiérarchies en place.
McCollum a été élu membre de l'Académie nationale des sciences en 1920. Il est devenu professeur émérite en 1945.
Au cours de ses plus de vingt-cinq ans à la Johns Hopkins, McCollum a publié environ 150 articles. Ses travaux portaient sur le fluor et la prévention de la carie dentaire, les vitamines D et E, et l'effet d'une multitude d'oligo-éléments dans la nutrition, notamment l'aluminium, le calcium, le cobalt, le phosphore, le potassium, le manganèse, le sodium, le strontium et le zinc.
McCollum a travaillé avec la US Food Administration d'Herbert Hoover pour aider ceux qui mouraient de faim en Europe après la Première Guerre mondiale. Hoover l'a envoyé faire une tournée de conférences dans toutes les grandes villes de l'ouest des États-Unis, où McCollum a expliqué que le régime américain était de mauvaise qualité, et qu'il serait préférable de manger des abats (plutôt que des viandes musculaires), moins de pommes de terre et moins de sucre.

## Découverte de la vitamine D
En conversation avec John Howland, un pédiatre de Johns Hopkins, et plus tard avec les médecins Edwards A. Park et Paul G. Shipley, ils ont découvert que le rachitisme pouvait être induit par le régime. 
Les recherches de McCollum au début des années 1920 ont révélé que les rats pouvaient développer le rachitisme lorsqu'ils étaient nourris avec un régime à base de céréales. Son groupe a testé plus de 300 régimes sur des rats, et a finalement découvert que l'huile de foie de morue pouvait prévenir le rachitisme. S'appuyant sur les travaux d'Edward Mellanby, qui avaient été inspirés par la découverte de la vitamine A par McCollum et Davis, McCollum a nourri les animaux avec de l'huile de foie de morue chauffée et aérée afin que sa vitamine A soit détruite. L'huile ne pouvait plus guérir la cécité nocturne, mais guérissait le rachitisme. Après le rétablissement de ses rats, il nomma la substance avec lettre suivante de l'alphabet, la vitamine D.
Puis ils furent convaincus que le soleil et l'huile de foie de morue protégeaient tous deux contre le rachitisme et le testèrent en transportant des rats à l'extérieur au soleil.
Des générations d'enfants allaient grandir avec de l'huile de foie de morue et le rachitisme fut pratiquement anéanti.
McCollum a donc joué un grand rôle dans la découverte de la Vitamine D, bien que ce ne soit pas lui qui ait reçu le prix nobel pour cela.

## Liens avec l'industrie laitière
Comme ses prédécesseurs au Wisconsin, McCollum était toujours attentif à l'industrie laitière. Sur sa suggestion, le Conseil national des produits laitiers a été formé en 1915. À la Johns Hopkins, il était le chef du laboratoire de recherche de la National Dairy Products Corporation et y a servi comme consultant, une heure par jour et un soir par semaine. National Dairy est devenu Kraft Foods Inc et est aujourd'hui connu sous le nom de Mondelez International et Kraft Heinz. Une publicité pour les préparations pour nourrissons Formulac a été publiée dans le Journal of the Indiana State Medical Association en 1947. Développée par McCollum et commercialisée par Kraft Foods, Inc., la formule de lait concentré contenait toutes les vitamines connues nécessaires à une «nutrition infantile adéquate».
McCollum voulait que le lait soit enrichi en vitamine D. Aujourd'hui, le site Web du National Dairy Council accueille les chercheurs, disant que c'est McCollum "qui a fait le premier lien scientifique entre les produits laitiers et la bonne santé".
En 1942, il a écrit un article, "Quelle est la bonne alimentation?" pour le New York Times Magazine. Il dit qu'il y a une quarantaine d'ingrédients essentiels dans l'alimentation humaine: au moins dix des 22 acides aminés, quatre vitamines (A, D, E, K) qui sont liposolubles, neuf vitamines hydrosolubles (C et diverses B vitamines), un acide gras, du dextrose, au moins treize minéraux, eau et oxygène. Dans son article, il décrit cinq groupes alimentaires. Le premier d'entre eux est les produits laitiers.
Deux ans avant sa mort, lui et sa femme ont assisté au cinquantième anniversaire de la fondation du National Dairy Council. Il a ensuite voyagé à Atlantic City, New Jersey, où il a assisté à la première remise du prix McCollum par ce qui est aujourd'hui l'American Society for Nutrition, parrainée par le National Dairy Council.

## Influence de Mc Collum
Il a donné les conférences Harvey en 1917.
Le manuel de McCollum, The Newer Knowledge of Nutrition (1918), a influencé de nombreux diététitiens et est passé par de multiples éditions co-rédigées par Nina Simmonds et Elsa Orent-Keiles. Dans ce livre, il a présenté son idée des «aliments protecteurs». Il a écrit que le régime américain était de mauvaise qualité parce qu'il contenait trop de "farine blanche ou de semoule de maïs, de viande musculaire, de pommes de terre et de sucre". Il a encouragé un litre de lait par jour et beaucoup de légumes verts à feuilles. Sans surprise, McCollum a également promu le lacto-végétarisme. La cinquième et dernière édition de son manuel parut en 1939. Sous le titre "Our Daily Diet", entre 1922 et 1946 McCollum a écrit environ 160 colonnes pour le magazine McCall. McCollum était le rédacteur en chef pour la nutrition des magazines McCall's and Parents. Il faisait partie des comités de rédaction du Journal of Nutrition, du Journal of Biological Chemistry et de Nutrition Reviews.
Longtemps intéressé par l'effet du régime sur les dents, McCollum a reçu des médailles des sociétés dentaires du Connecticut et de l'Ohio et a été membre de la société de New York ainsi que membre honoraire de l'American Academy of Dental Medicine.
Son article "L'effet des additions de fluor au régime alimentaire du rat sur la qualité des dents" (1925) décrit comment un excès de fluor affecterait négativement la santé dentaire chez les rats. Néanmoins, McCollum deviendrait plus tard un partisan de la fluoration de l'eau, car le débat évolua.
En 1938, le US Public Health Service a rapporté que l'ajout de fluorure à l'eau potable entraînait une diminution des caries dentaires. McCollum a été le modérateur de "La cause et la prévention des caries dentaires", parrainé par le Good Teeth Council for Children, Inc., ce même mois. Son article de 1941 «Diet in Relation to Dental Caries» [49] affirmait que la mastication vigoureuse exerce les dents pour conserver une santé optimale, que la mastication des aliments a un effet détergent et que «l'action protectrice d'un excès de graisse dans l'alimentation peut être due au graissage de la surface de la dent et la surface de la cavité bucale ".
En tant que nouveau membre du Food and Nutrition Board, McCollum a participé à la décision en 1941 d'enrichir le pain et la farine avec de la thiamine, de la niacine et du fer. McCollum a critiqué la décision; tout en convenant que le pain blanc a des carences nutritionnelles, il a estimé que cette action ne compensait pas tous les éléments nutritifs qui sont éliminés par la mouture. Dans la controverse qui a suivi, le statut de McCollum a été rétrogradé de "membre du conseil" à "membre du panel" et il n'a plus été invité aux réunions du conseil. Pendant des années, il a continué à penser que son propre plan d'ajout de «solides non gras du lait, de levure de bière et de germes de blé et de maïs» était supérieur au plan adopté.
Comme il est devenu un personnage public, McCollum a souvent donné des conférences, dont certaines ont été mentionnées dans la presse. En 1932, il a déclaré à l'Académie de médecine de New York que, lorsque les mères rats étaient privées de vitamine B, leurs petits étaient environ «deux fois moins rapides en vigilance mentale» que les jeunes rats dont les mères n'étaient pas privées de vitamine B.
En 1934, il a déclaré au New York Times: «Nous avons prouvé la nécessité du [magnésium] dans la nourriture humaine, mais en très petites quantités. Trop aboutit à un dopage. Je dirais que vous ne pouvez pas avoir une diète correcte sans magnésium, mais cela ne prouve pas que vous en aurez encore une avec trop de magnésium. "
Selon le New York Times, en 1936, il demanda à un public de quatre cents médecins de la Kings County Medical Society de Brooklyn de l'aider à enquêter sur les «allégations extravagantes» formulées pour certaines préparations médicinales. Il pensait que les médecins pouvaient arrêter la publicité mensongère en établissant immédiatement les faits de chaque nouvelle découverte. McCollum a ensuite donné une longue liste de choses à faire et à ne pas faire avec les vitamines A et B.
En 1937, il déclara à un public de l'Université de Buffalo que le manque d'instinct maternel était dû à une carence en manganèse. Lorsque le rat a reçu une petite quantité de chlorure de manganèse, l'instinct maternel est revenu immédiatement.

## Santé
Sa vocation nutritionnelle lui a peut-être été inspirée par les récits famigliaux sur le scorbut dont il a été atteint très très jeune et comment sa mère l'en a guéri par tatonnement et observation. Il a eu plus tard beaucoup de problèmes de santé (dents, diverticules et opérations, problème de rétine) ce qui ne l'a pas empêché de vivre 23 ans de retraite lucide, après 1944.

## Retraite
Il écrit son autobiographie et participe à des fonds de bourses pour des étudiants.
Alors qu'il travaillait avec Olaf S. Rask dix ans avant sa retraite, McCollum a commencé à rechercher des moyens de séparer des acides aminés spécifiques des hydrolysats de protéines. À sa retraite, il a travaillé exclusivement sur ce projet.
Il avait un petit laboratoire au campus Homewood de Johns Hopkins et une assistante, Mme Agatha Ann Rider. À la retraite, il a produit six papiers et trois brevets, le dernier délivré à lui et à Rider le 15 mars 1960, pour la purification de la glutamine.
McCollum est mort le 15 novembre 1967, à l'âge de 88 ans.
Le professeur Richard David Semba de Johns Hopkins a beaucoup écrit sur la vitamine A. Son article de 2012 La découverte des vitamines accuse explicitement McCollum d'inconduite scientifique, un thème que Semba explore à nouveau dans son livre de 2012 : L'histoire de la vitamine A.